# 쌍둥이 에디슨
《쌍둥이 에디슨》(원제 : The Edison Twins)는 캐나다 TV 방송국인 CBC 텔레비전에서 1982년에서 1986년까지 방영된 TV 시리즈물이다. 대한민국에는 80년대 중반 KBS를 통해 방영되었다.
쌍둥이 에디슨은 이란성 쌍둥이 남매인 톰 에디슨과 애니 에디슨이 동생인 폴 함께 다양한 사건을 겪으며 과학적 지식을 알려주는 형식으로 구성되어 있으며, 극 후반부에는 과학의 원리와 문제를 푸는 과정에 대해 자세히 설명해준다.